# Ewa Smuk-Stratenwerth
Ewa Smuk-Stratenwerth (ur. 21 sierpnia 1954 roku w Warszawie) – polska ekolożka, społeczniczka i edukatorka.

## Życiorys

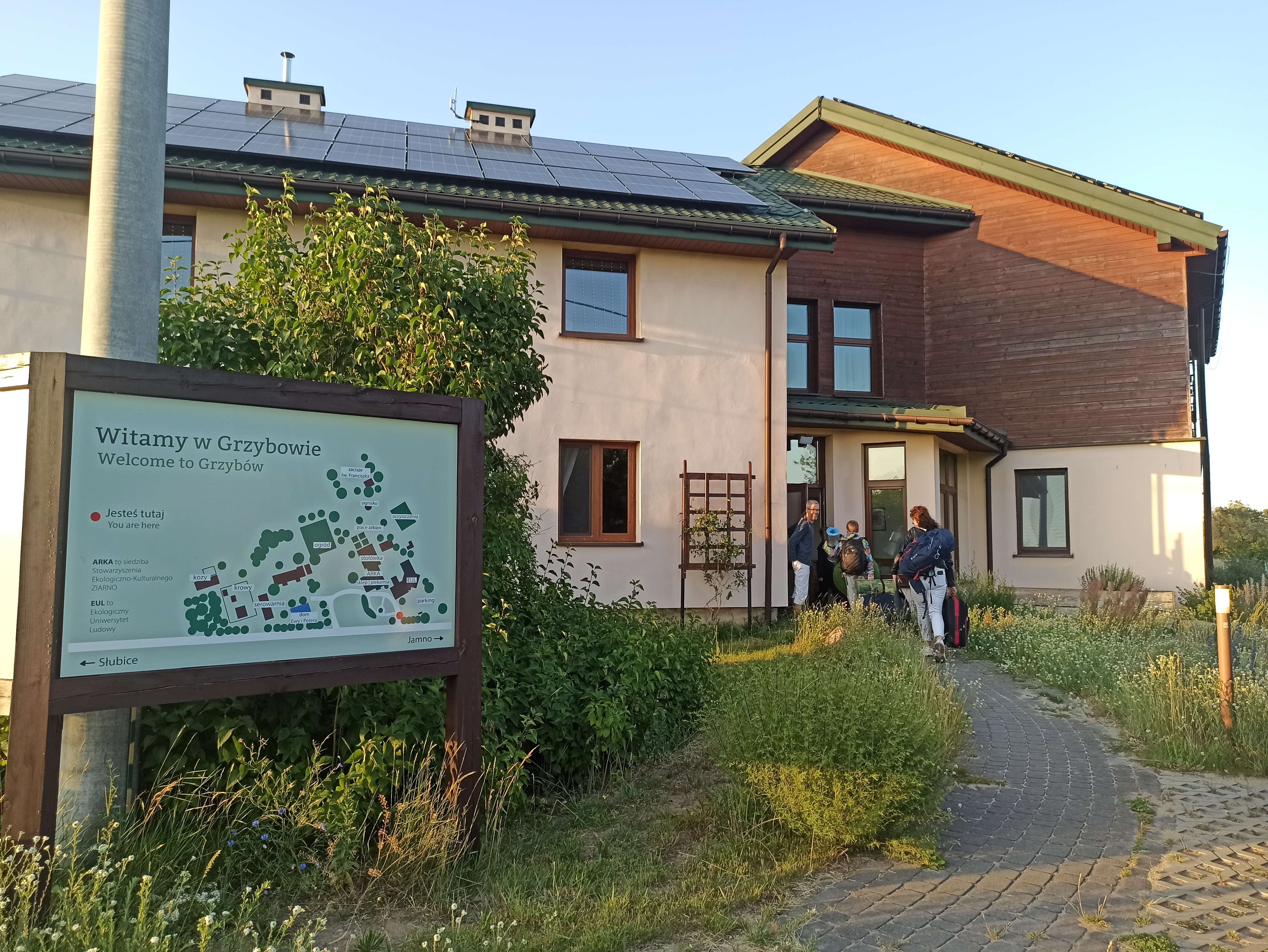
Ekologiczny Uniwersytet Ludowy w Grzybowie: wejście do głównego budynku

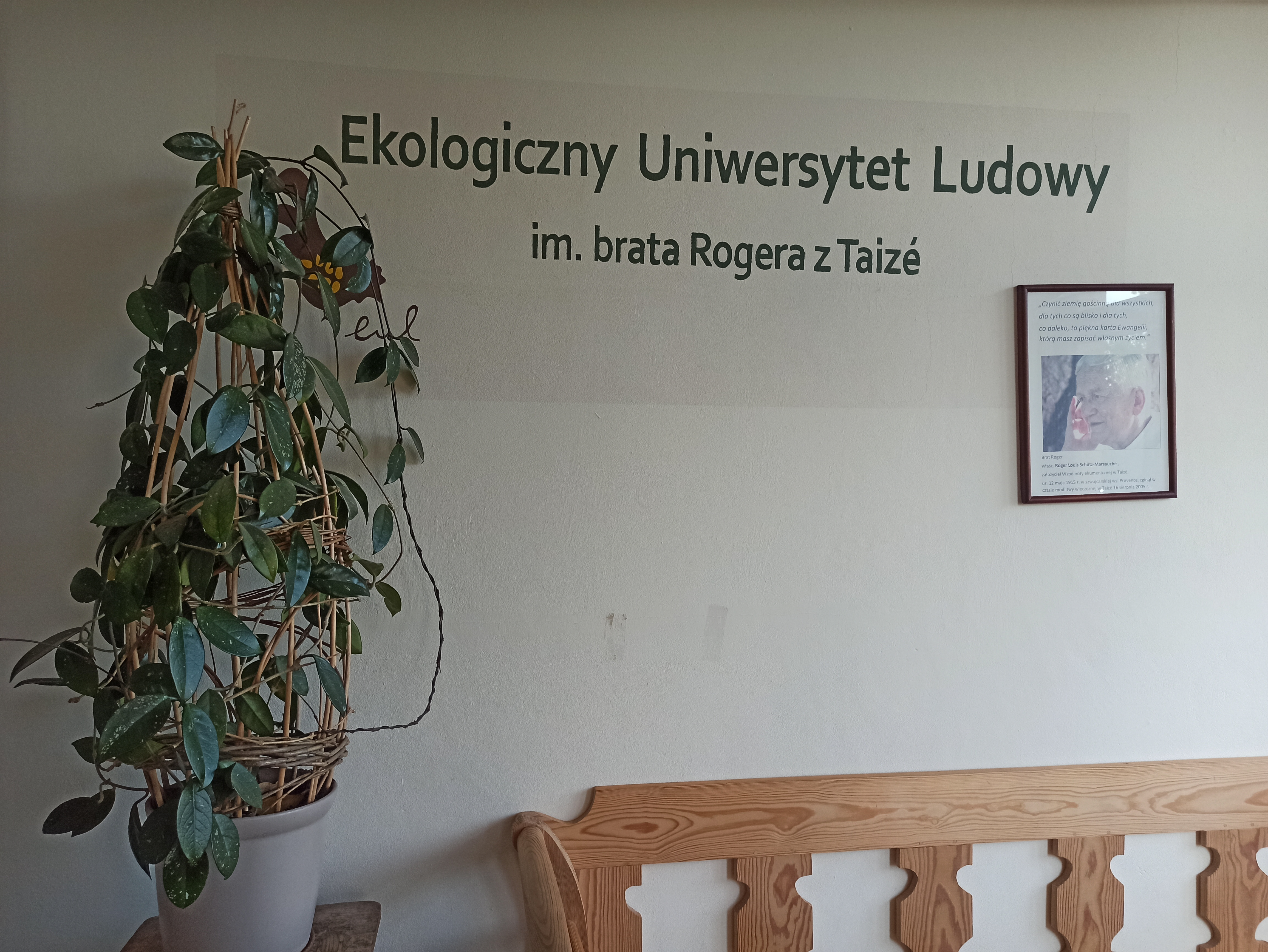
Ekologiczny Uniwersytet Ludowy w Grzybowie: przedsionek

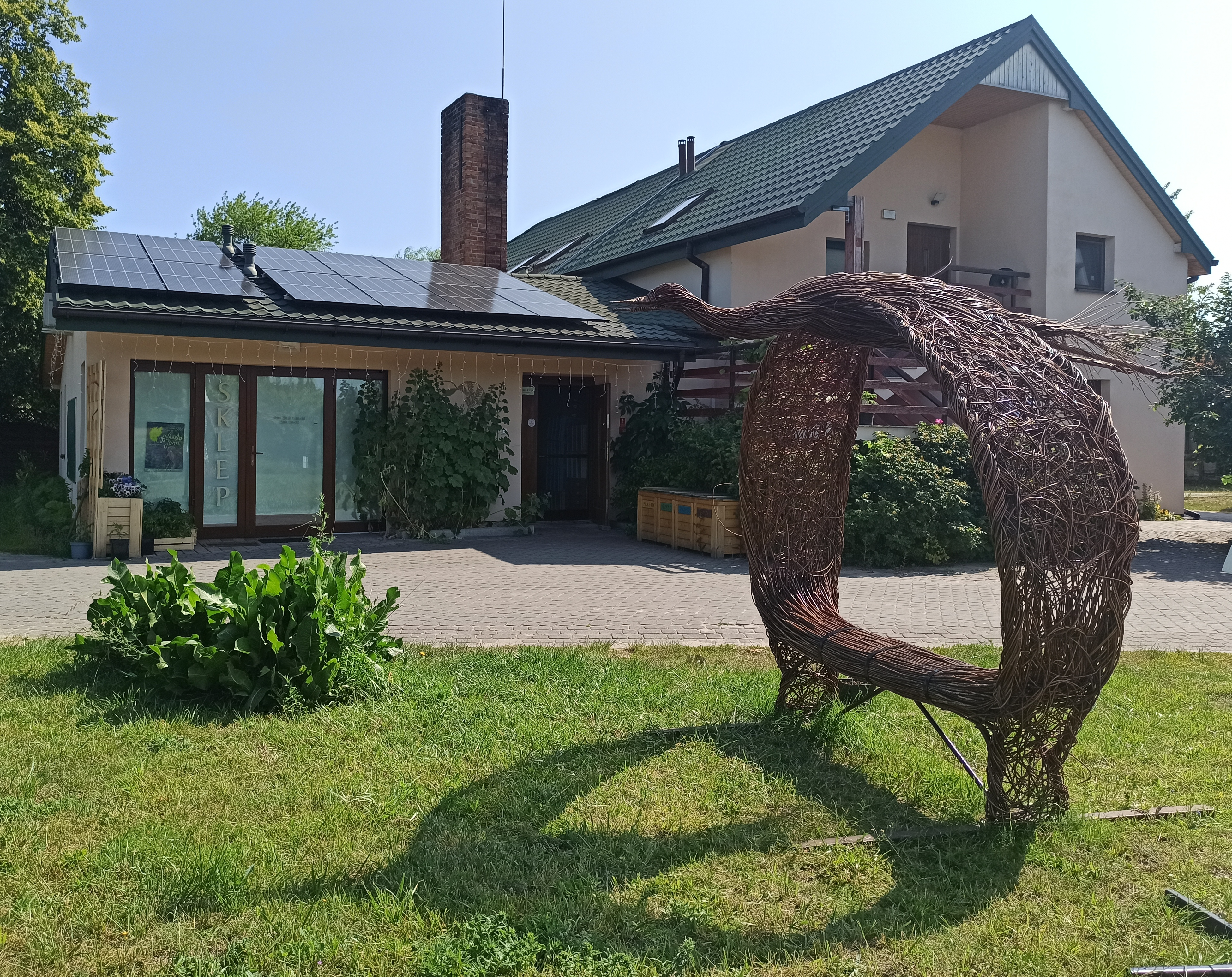
Otoczenie Ekologicznego Uniwersytetu Ludowego w Grzybowie: ośrodek Arka, piekarnia, sklep i wiklinowy żuraw

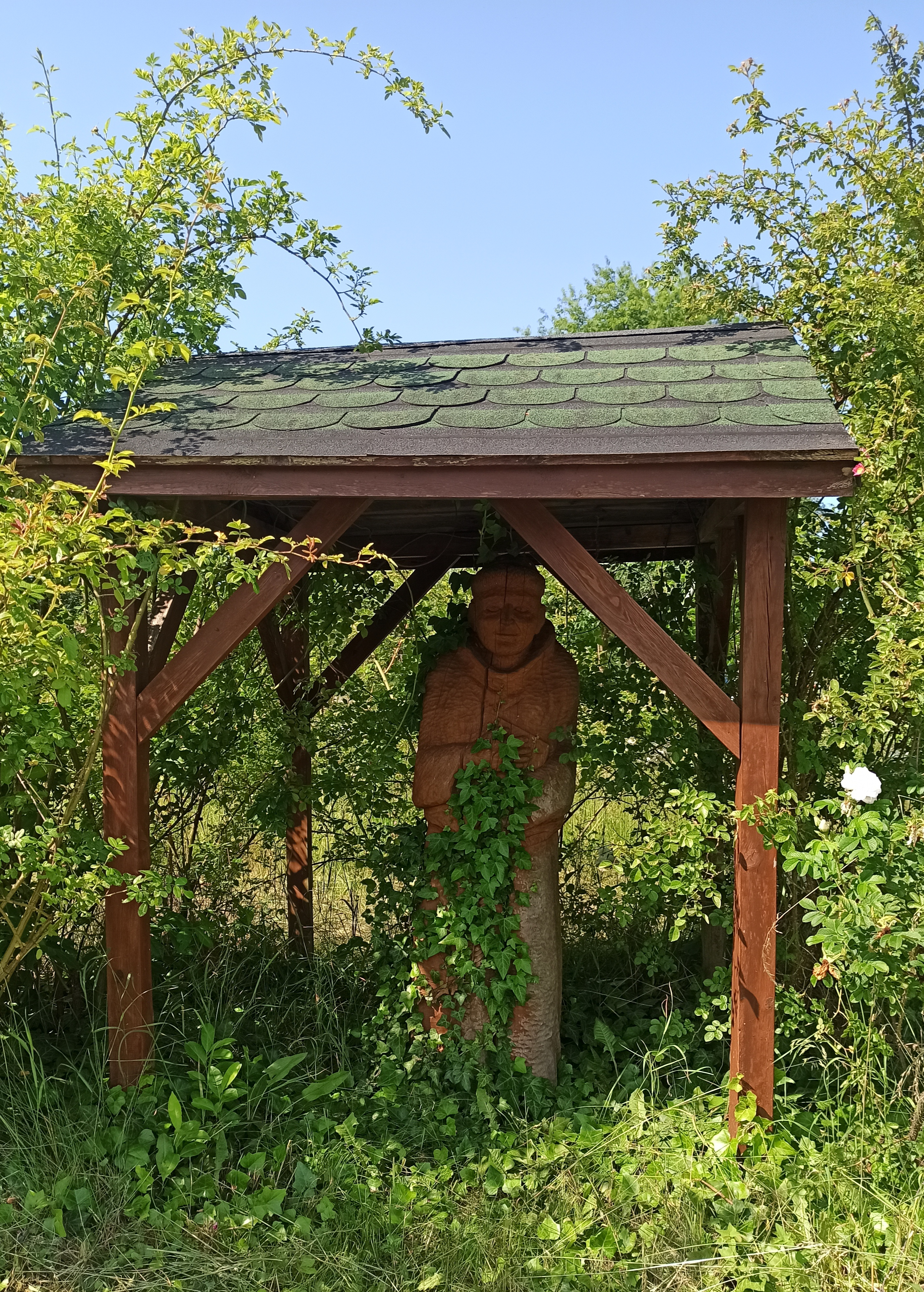
Kapliczka św. Franciszka przy Ekologicznym Uniwersytecie Ludowym, z figurą wyrzeźbioną przez Roberta Tomczyka

Wychowywała się w LO im. Tadeusza Czackiego w Warszawie, potem studiowała biologię na Uniwersytecie Warszawskim, antropologię na Uniwersytecie Wrocławskim, a po wielu latach także filozofię u prof. Michała Hellera w Krakowie.
Początkowo pracowała m.in. w Ośrodku Edukacji Ekologicznej EKO-OKO (przy Ośrodku Kultury Ochoty w Warszawie). Jako matka pięciu córek była też jedną z inicjatorek akcji Rodzić po Ludzku.
Od 1993 mieszka z mężem, Peterem Stratenwerth, w gospodarstwie ekologicznym w Grzybowie. Wspólnie zaangażowali się w edukację ekologiczną i działają społecznie (wykłady, warsztaty i inne zajęcia dla dzieci, młodzieży i dorosłych). Od 1995 wchodzi w skład zarządu Stowarzyszenia Ekologiczno-Kulturalnego „Ziarno”, które prowadzi warsztaty dotyczące rolnictwa, ekologii, rzemiosła i tradycji ludowych (głównie dla dzieci, ok. 2500 rocznie). Jest również dyrektorką ośrodka „Arka” będącego własnością stowarzyszenia i wydaje lokalną gazetę „Wieści znad Wisły”. Od roku 1998 członkini Stowarzyszenia Innowatorów Społecznych „Ashoka”.
W 2014 wraz z mężem utworzyła fundację Ekologiczny Uniwersytet Ludowy w Grzybowie, m.in. aby propagować rolnictwo ekologiczne i agroekologię, a także zrównoważony rozwój w odniesieniu do wartości chrześcijańskich. W 2015 z jej pomocą powstała także Spółdzielnia Socjalna "Cor Et Manus. Jak u Eli".
Oprócz pracy dydaktycznej w Grzybowie, sama albo z mężem prowadzi również wykłady na kongresach, konferencjach itp. lub warsztaty w kraju i za granicą, np. w Japonii i Indiach.

## Nagrody
Za swą działalność była nominowana do wielu nagród. Otrzymała m.in.:
- 1993 – „Parasol Szczęścia” (nagroda przyznawana przez miesięcznik „Twoje Dziecko”)
- 1998 – WWSF (Women's World Summit Fundation) Prize for Women’s Creativity in Rural Life
- 2004 – Srebrny Krzyż Zasługi (za zasługi w działalności na rzecz społeczności lokalnej)
- 2007 – tytuł „Niezwykłej Polki” województwa mazowieckiego
- 2010 – Złoty Krzyż Zasługi
- 2011 – Krzyż Kawalerski Orderu Odrodzenia Polski[14]
- 2011 – tytuł „Człowieka Roku 2011 Polskiej Ekologii”
- 2023 – Zielony Orzeł "Rzeczypospolitej"[15]